# Lithurgus echinocacti
Lithurgus echinocacti är en biart som beskrevs av Cockerell 1898. Lithurgus echinocacti ingår i släktet Lithurgus och familjen buksamlarbin. Inga underarter finns listade i Catalogue of Life.